# Violate This
Violate This es un álbum recopilatorio de la banda de rap metal estadounidense Stuck Mojo lanzado el 2001. Este sería el último álbum en que participaría el rapero Bonz, luego de la separación del grupo el 2000, hasta la reunión sin el del 2006. El álbum compila demos inéditos, tomas alternativas, lados B, y nuevas grabaciones.

## Lista de canciones
| N.º | Título                      | Duración |  |
| 1.  | «Ten Years»                 | 3:43     |  |
| 2.  | «Your Revolution»           | 4:03     |  |
| 3.  | «Not Promised Tomorrow 97'» | 3:25     |  |
| 4.  | «No Pride, No Respect»      | 2:05     |  |
| 5.  | «Southern Pride»            | 4:12     |  |
| 6.  | «Wrathchild»                | 2:57     |  |
| 7.  | «Shout at the Devil»        | 3:36     |  |
| 8.  | «Despise»                   | 3:55     |  |
| 9.  | «Twisted»                   | 6:28     |  |
| 10. | «Hate Must Be a Gift»       | 3:49     |  |
| 11. | «Only the Strong Survive»   | 4:58     |  |
| 12. | «Pigwalk»                   | 3:48     |  |
| 13. | «No Regrets»                | 5:28     |  |
| 14. | «Propaganda»                | 4:08     |  |
| 15. | «Love Has No Color»         | 5:36     |  |
| 16. | «Hotlanta»                  | 4:11     |  |
| 17. | «Babylon»                   | 4:34     |  |
| 18. | «Stuck Mojo Funk»           | 6:07     |  |

- Datos: Q7933099